# 혼조촌 (시가현)
혼조촌(本庄村)은 일본 시가현 다카시마군에 설치되었던 촌이다. 현재의 다카시마시의 남동부에 해당한다.